# McKittrick (Missouri)
McKittrick és una població dels Estats Units a l'estat de Missouri. Segons el cens del 2000 tenia 72 habitants.

## Demografia
Segons el cens del 2000, McKittrick tenia 72 habitants, 27 habitatges, i 20 famílies. La densitat de població era de 173,7 habitants per km².
Dels 27 habitatges en un 29,6% hi vivien nens de menys de 18 anys, en un 55,6% hi vivien parelles casades, en un 11,1% dones solteres, i en un 25,9% no eren unitats familiars. En el 22,2% dels habitatges hi vivien persones soles el 7,4% de les quals corresponia a persones de 65 anys o més que vivien soles. El nombre mitjà de persones vivint en cada habitatge era de 2,67 i el nombre mitjà de persones que vivien en cada família era de 3,1.
Per edats la població es repartia de la següent manera: un 19,4% tenia menys de 18 anys, un 15,3% entre 18 i 24, un 26,4% entre 25 i 44, un 23,6% de 45 a 60 i un 15,3% 65 anys o més.
L'edat mediana era de 41 anys. Per cada 100 dones de 18 o més anys hi havia 100 homes.
La renda mediana per habitatge era de 37.750 $ i la renda mediana per família de 38.750 $. Els homes tenien una renda mediana de 18.750 $ mentre que les dones 19.167 $. La renda per capita de la població era de 17.105 $. Cap de les famílies estaven per davall del llindar de pobresa.

## Poblacions més properes
El següent diagrama mostra les poblacions més properes.